# Kozí sýr

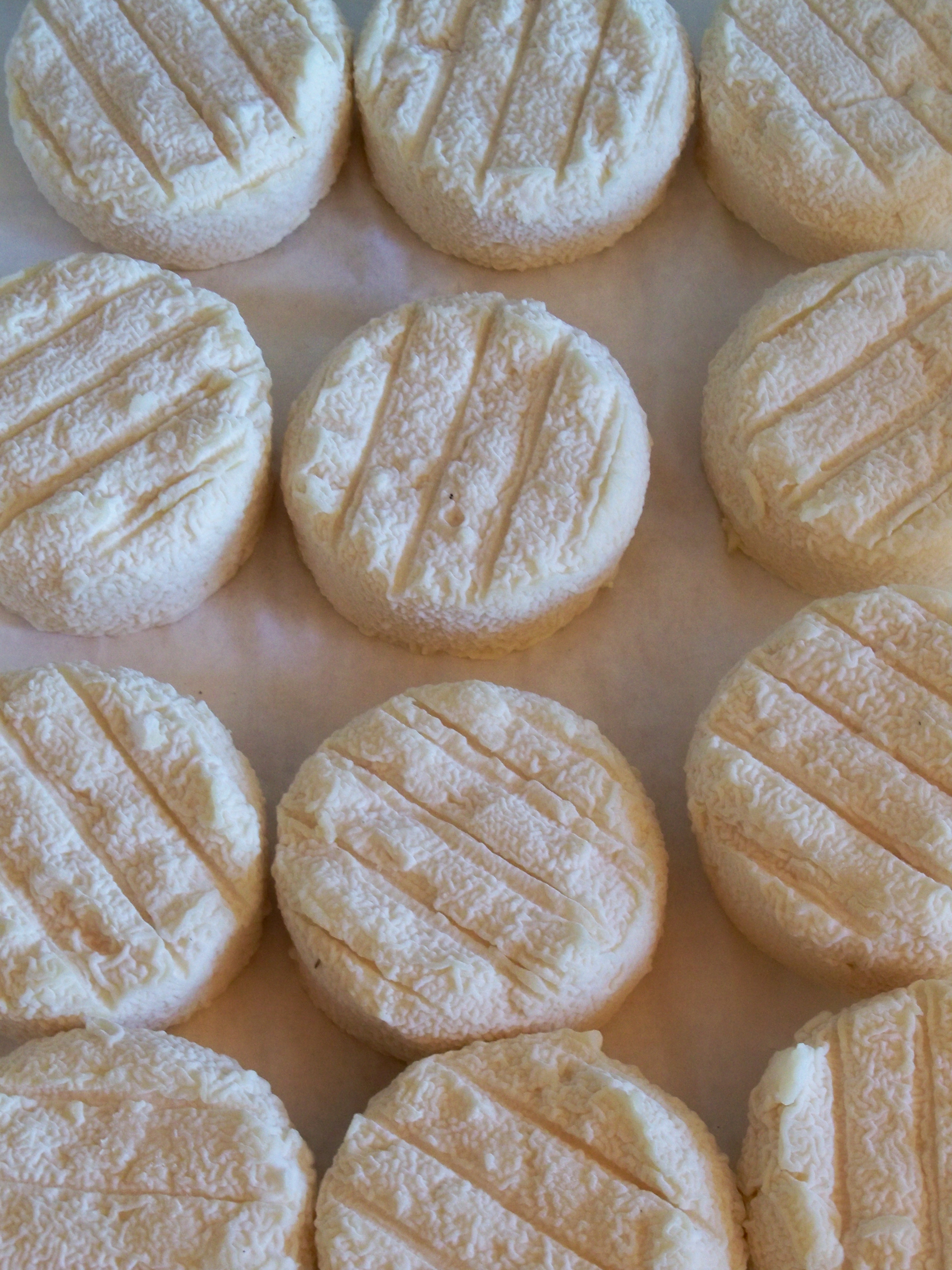
Provensálský sýr z kozího mléka

Kozí sýr je sýr získaný zpracováním kozího mléka. Existuje široká škála sýrů vyráběných z kozího mléka podle různých receptur. Složení kozího mléka se specifickými mastnými kyselinami přispívá k charakteristické chuti tohoto sýra, a to zejména mastné kyseliny se středně dlouhým řetězcem (kyselina kapronová, kyselina kaprylová a kyselina kaprinová). Tyto mastné kyseliny jsou odvozeny od slova capra, latinského názvu kozy, a v kozím mléce tvoří přibližně 15 % z mastných kyselin.

## Historie
Kozy produkují vysoce kvalitní mléko bohaté na živiny i v těch nejobtížnějších životních podmínkách, což je činí cennými hospodářskými zvířaty v suchých či horských oblastech, kde hovězí dobytek či ovce nemají šanci přežít. Kromě toho, stejně jako všechny živočišné produkty, je kozí mléko silně ovlivněno tím, čím se zvířata živí. Protože kozy mají odolný trávicí systém, mají tendenci jíst mnoho hořkých rostlin, které choulostivější zvířata, jako jsou krávy či koně, nespásají. Koza byla jedním z prvních domestikovaných zvířat. K její domestikaci došlo přibližně 8000 př. n. l. Kozí sýr se vyráběl minimálně již v době 5000 př. n. l.

## Druhy sýrů
V zemích, kde se tradičně chovají kozy, se vyrábí mnoho druhů kozích sýrů. Patří mezi ně sýry čerstvé či vyzrálé, sýry suché, sýry doplněné různými aromatickými bylinkami nebo kořením, medové sýry, či sýry konzervované popelem nebo olejovou či alkoholovou lázní. Důležitý je ale také terroir. Kozí sýr se konzumuje čerstvý nebo se nechává po různě dlouhou dobu zrát. Podáván může být například jako součást salátů, horký na chlebu či ochucený ovocnými džemy.

## Výroba

### Způsoby dojení
K dojení koz lze použít dva způsoby, buď jsou kozy dojeny dvakrát denně pomocí strojů jako by byly dojeny ručně (asi 25 koz za hodinu) nebo jednou denně.

#### Dojící potrubí
Turbína (speciální systém) prudce rozproudí mléko, což narušuje micely mastných kyselin. Tuková část mléka je tím vystavena působení enzymů bakterií (lipolýza), což sýru dodává výraznou chuť připomínající mýdlo s kozím aromatem.

#### Dojení do konve
Při této technice mléko jemně cirkuluje při zachování celistvosti micel, což dodává sýru jemnější chuť.

### Výroba

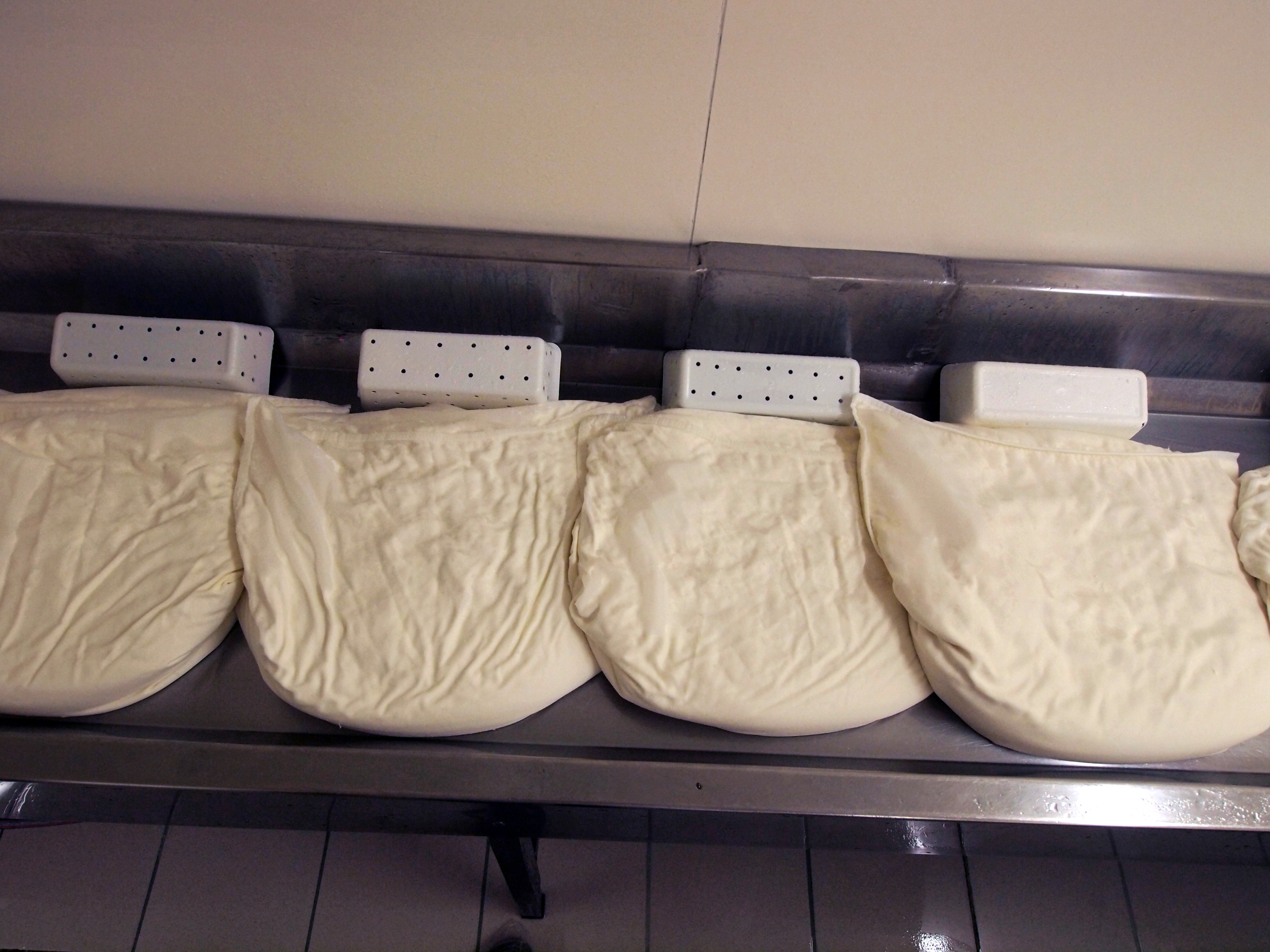
Předběžné odkapávání sraženiny

Farmářský sýr z nepasterizovaného mléka se vyrábí z mléka, které se dvakrát denně dojí do konví, ihned se ještě teplé dostává do sýrárny, kde se zbavuje hrubých nečistot. Poté může začít proces srážení mléka při teplotě 17 °C. Při této metodě výroby není mléko chlazeno, aby se zabránilo růstu bakterií odolných vůči chladu a jejich enzymům.
Kozí sýr se připravuje ze smíšené sraženiny s převahou kyselého srážení. Srážení je proces koagulace mléka působením syřidla (z kozího žaludku) a kyselosti způsobené mléčnými bakteriemi, které se vyvíjejí ze syrovátky odebrané z nádob z předchozího dne nebo dvou.
Kyselost sraženiny hraje zásadní roli. Sraženina se zmenšuje, objevují se v ní praskliny, je oddělena od syrovátky a její pH se pohybuje mezi 4 a 4,5. Takto připravená sraženina je pak využita k výrobě sýra, zatímco syrovátka slouží jako krmivo pro prasata.

#### Formování sýra
Formování naběračkou se používá při výrobě čerstvého sýra, který se snadno řeže nožem. Sýr má mírně zrnitou konzistenci a kyselou chuť. Děrované formy se plní tak, aby mohla syrovátka odtékat. Fáze zahrnující formování, solení a vyklápění trvá 48 hodin a odehrává se při teplotě 15 °C. Vyklopené sýry se poté umisťují na mřížky do chladničky, kde se suší po dobu minimálně 24 hodin.
Druhým způsobem je mechanické formování (pomocí šneku) při kterém dochází k předběžnému odkapávání sraženiny, která se nechává odkapávat 3 až 4 dny v polyuretanovém pytli. Tento způsob dává sýru jemnější konzistenci a výraznější chuť.

#### Popelení
Sýry mohou být případně ošetřeny popelením (jemný prášek z bukového dřevěného uhlí) pomocí stroje s ventilátorem. Dřevěný popel dodává sýru potaš, která snižuje kyselost a poskytuje živiny pro růst plísní. Tento proces urychluje zrání, protože plísně se živí kyselou hmotou, což umožňuje rozvoj bakterií, které byly kyselostí potlačeny. Tyto bakterie štěpí proteiny a lipidy na krátké řetězce těkavých molekul, jež se mohou dostat k čichovým receptorům v nosních dutinách, čímž dodávají sýru výraznější chuť.
Příliš rychlé zrání však může zpomalit rozvoj plísní, což v kombinaci s nevhodnými vnějšími vlhkostními a teplotními podmínkami vede k hořké chuti. 